# 小行星7679
小行星7679（7679 Asiago）是一颗绕太阳运转的小行星，为主小行星带小行星。该小行星于1996年2月15日发现。

## 轨道参数
小行星7679的轨道半长轴为2.5671382 UA，离心率为0.148。